# Georg Reiss

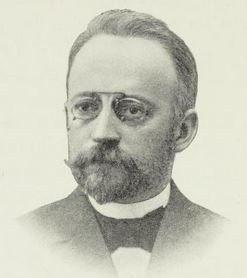

Georg Michael Dødelein Reiss, född den 12 augusti 1861 i Kristiania, Norge, död där den 25 januari 1914, var en norsk musikhistoriker.
Reiss blev juris kandidat 1886, ingick tidigt vid kyrko- och undervisningsdepartementet och blev förste sekreterare 1899. Därjämte studerade han musik för Lindeman, Winter-Hjelm och Cappelen samt vid musikhögskolan i Berlin och var från 1893 organist vid Petruskyrkan i Kristiania, skrev musikkritik och var medarbetare i bland annat Tobias Norlinds "Allmänt musiklexikon". Reiss komponerade kyrkokörer, sångromanser, piano- och orgelsaker med mera, men är märklig huvudsakligen genom sina banbrytande forskningar rörande Norges medeltida musik. Han förvärvade 1913 musikhistorisk doktorsgrad vid Kristiania universitet (den första i sitt slag där).
Sedan Reiss idkat studier i neumer, paleografi och medeltida musikteori, särskilt hos Oskar Fleischer i Berlin, utgav han översikten Det norske riksarkivs middelalderlige musikhaandskrifter (1907), gjorde vidare arkivundersökningar i Stockholm, Uppsala, Skara, Köpenhamn och Paris samt utgav "To sekvenser for S:t Olav" (1910, i rekonstruerad 4-stämmig sättning) och (i Videnskabsselskabets skrifter) Musiken ved den middelalderlige Olavs-dyrkelse i Norden (1912) och "Tvo norrøne latinske kvæde med melodiar" (tillsammans med Oluf Kolsrud, 1913). Med dessa arbeten skänkte han nya inblickar i de nordiska ländernas musik under medeltiden.
Han var far till Thorleif Reiss.